# Meet Joe Black
Meet Joe Black és una pel·lícula estatunidenca de 1998 dirigida per Martin Brest i protagonitzada per Brad Pitt, Anthony Hopkins i Claire Forlani. Va ser distribuïda per Universal Pictures. És una nova versió de la pel·lícula clàssica Death Takes a Holiday de 1934, una adaptació de l'obra italiana de 1924 La morte in vacanza d'Alberto Casella. El músic Jon Bon Jovi es va basar en la història d'aquesta pel·lícula per a compondre la lletra de la seva cançó "Thank You For Loving Me".

## Sinopsi
S'acosta el 65 aniversari de William "Bill" Parrish (Anthony Hopkins). Home honest, gran magnat de les telecomunicacions, molt adinerat, amb molt de poder i influència, volgut per les seves dues filles, Susan Parrish (Claire Forlani) i Allison Parrish (Marcia Gay Harden). Un dia en la seva mansió als afores de la ciutat, en despertar, escolta una misteriosa veu dins del seu cap que li diu: "Sí". Aquell fenomen el deixa inquiet durant algun temps sense entendre de què es tracta. A mesura que passa el temps Bill entaula conversa amb la inquietant veu qui li respon: "Sí, és la resposta a la teva pregunta". Malgrat la confusió inicial, William descobreix que la seva pregunta era el seu major turment des de fa temps "Moriré?". Bill descobreix llavors que es troba a les portes de la mort.
Lluny d'allí, en una cafeteria de la ciutat, es troba Susan, una jove i bella metge que resulta ser una de les filles de Bill. Mentre desdejuna, Susan entaula conversa amb un atractiu desconegut (interpretat per Brad Pitt). De seguida salta una connexió especial entre tots dos joves. Després d'aquella màgica trobada, tots dos han de continuar el seu camí, no obstant això cap dels dos és capaç de confessar el seu sobtat enamorament. Per això, mentre s'allunyen, tots dos es giren en repetides ocasions intentant tornar a creuar la seva mirada l'u amb l'altre, però això no succeeix ja que tots dos ho fan a destemps. Finalment tots dos es perden de vista mútuament creient no haver estat corresposts. Un instant després, el jove travessa el carrer abstret pels seus pensaments i sofreix un tràgic accident que posa fi a la seva vida en ser atropellat per diversos vehicles.
L'endemà, Bill escolta una veu que el crida des d'un saló de la seva mansió. La veu és de la mort que s'ha personificat prenent el cos del jove que va captivar a Susan aquest mateix matí en la fortuïta trobada de la cafeteria. Bill creu que ha arribat el seu moment, no obstant això la mort li concedeix un "punt mort", dient-li que no el portarà al més enllà mentre li serveixi de guia en el seu desig de conèixer com és "ésser humà". Bill accedeix davant tan estranya petició i introdueix a l'estrany personatge en la seva mort.
Però les coses es compliquen quan la mort es retroba amb Susan. Bill, tractant de justificar la presència del misteriós jove, crea una història fictícia entorn d'ell i improvisen el nom de 'Joe Black' per batejar al misteriós jove. Susan, al principi s'il·lusiona amb el retrobament, però no triga a adonar-se que el comportament de Joe no és el mateix que el del jove misteriós de la cafeteria, perquè per ella és com si fossin dues persones diferents. Tanmateix, l'atracció entre tots dos sorgeix de nou, la mort sucumbeix a la influència del jove al qual va posseir i els sentiments humans flueixen entre tots dos fins a enamorar-se.
Durant els dies posteriors, Bill i Joe comparteixen la seva vida quotidiana fins al punt que Joe acompanya a Bill en el seu dia a dia en l'oficina i d'aquesta manera l'introdueix en la història de la seva empresa i de la important situació en la qual es troba en veure's persuadit a deixar que es fusioni amb el seu major rival. El major responsable d'aquesta fusió és Drew (Jake Weber), mà dreta de Bill en la seva empresa i qui posteriorment descobreix que es tracta d'un traïdor que se les enginya per a enganyar el consell directiu aconseguint la destitució de Bill i la venda de l'empresa al seu rival.
En dies posteriors, Joe visita a Susan a l'hospital on ella treballa com a metge i allí ocorre una trobada amb una anciana que reconeix a la mort després de la identitat de Joe. Durant la conversa amb l'anciana, ella es queixa del seu dolor pel tumor del seu ventre. En aquest moment Joe descobreix el valor de la compassió i decideix alleujar el dolor de l'anciana. Posteriorment, Joe torna a l'hospital per visitar a l'anciana, ja convalescent, i després de sostenir una conversa li fa entendre a Joe que s'ha enamorat, però ell li explica les seves intencions d'emportar-se'n a Susan. L'anciana li diu a Joe que aquesta decisió és nociva ja que suposa la mort de Susan i això va en contra del principi fonamental de l'amor. Finalment, Joe reflexiona i després d'això decideix donar-li la mort a l'anciana per alleujar-la del seu sofriment.
Mentre els esdeveniments transcorren, arriba l'últim dia de vida de Bill. A pocs instants que s'iniciï la cerimònia del seu últim aniversari, Joe sent la necessitat de confessar a Bill el seu enamorament cap a Susan i la seva decisió de portar-se-la amb ell cap a l'altre món per a tenir-la per sempre amb ell. Enfurit, Bill s'enfronta a Joe per aquesta decisió,
Bill pren consciència de la cruïlla en la que es troba. Li queden poques hores de vida, la seva filla s'ha enamorat d'un jove sense saber que en realitat es tracta de la mort, qui al seu torn pretén emportar-se-la al més enllà. Per si no n'hhi hagués prou el llegat de Bill representat a l'empresa que va fundar de jove i va fer créixer amb dur esforç, acabarà sent venuda al seu major rival, qui pretén a més destruir-la posteriorment i tot això gràcies a la traïció de Drew.
Malgrat l'adversitat, Bill es manté fidel a la seva essència i faran reflexionar a Joe del veritable significat de l'amor i tot el que això abasta, especialment l'honestedat, el sacrifici i el fet de mai fer mal a la persona estimada. Bill parla amb tal intensitat de l'amor per la seva filla i del que ella sent, que les seves paraules calen en la ment de Joe fent-li comprendre que Susan en realitat no s'ha enamorat d'ell sinó d'aquell jove de la cafeteria i que el seu amor per Susan implica el sacrifici de renunciar al desig d'endur-se-la per a així permetre-li viure una vida plena. Encara que en aquest moment no li confessa, Joe ha pres una decisió sobre aquest tema.
Més tard, Joe decideix concedir un inesperat regal a Bill ajudant-lo a recuperar el control de la seva empresa. Per a això munten un parany a Drew (Jake Weber), reunint-se amb ell al despatx de Bill i fent-li creure que Joe és en realitat un inspector d'hisenda que en secret ha estat assessorant i investigant el procediment de fusió entre totes dues companyies, detectant en el procés diverses irregularitats per part de Drew en estar confabulat amb l'empresa rival. Drew acaba per confessar els fets sense saber que està sent escoltat en directe pel consell de direcció de l'empresa, qui decideixen per unanimitat en aquest mateix instant acomiadar Drew, restituir Bill en el seu lloc de direcció i trencar qualsevol acord de fusió amb l'empresa rival.
Satisfet i feliç, Bill es reconcilia amb el seu destí i decideix dedicar les seves últimes hores de vida a les seves filles Allison i Susan els qui li esperen al costat de la resta de convidats en una espectacular i entranyable última festa d'aniversari. Bill aprofita l'ocasió per a dedicar unes paraules a tots els presents en un emotiu discurs on els agraeix haver-li ajudat a tenir una esplèndida i meravellosa vida.
Durant la festa, Joe es troba amb Susan i tots dos es confessen el seu amor. Susan es mostra disposada a seguir a Joe, però malgrat les seves intencions inicials, Joe per fi ha comprès el veritable significat de l'amor i renúncia a portar-la-hi amb si acomiadant-se d'ella. Confusa pels seus sentiments percep que després d'aquest moment s'amaga un comiat que va més enllà del que imagina.
Posteriorment Bill s'acomiada efusivament de les seves filles, fent-los saber l'orgullós que se sent d'elles i el feliç que li han fet sempre, després de la qual cosa comparteix un últim ball amb Susan. Mentrestant, al lluny Joe espera a Bill mentre li observa dansant amb la seva filla. En aquest instant Joe vessa unes llàgrimes per primera vegada.
Davant un espectacular castell de focs artificials Bill s'acosta a Joe i tots dos mantenen una última conversa en la qual Joe confessa que finalment ha decidit no emportar-se la Susan. Un agraït Bill es mostra preocupat pel nou destí de Susan, en pensar en la seva tristesa quan descobreixi que el seu pare ha mort i ni Joe ni el misteriós jove de la cafeteria tornaran a la seva vida. No obstant això Joe li dona una reconfortant resposta, "No et preocupis, aquestes coses poden arreglar-se".
Joe aprofita l'ocasió per a agrair a Bill per la seva existència i per tot el que li ha permès aprendre. Bill per fi se sent en pau per a emprendre la marxa. En aquest moment tots dos miren per última vegada al món que els envolta i emprenen el camí de no retorn allunyant-se del lloc. No obstant això durant un instant Bill es deté i pregunta a Joe "He de tenir por?", al que Joe respon amb un contundent "Un home com tu, no." Bill somriu en silenci i tots dos reprenen amb pas ferm el camí cap al més enllà.
Mentre s'allunyen Susan els veu en la distància i tracta de perseguir-los perquè comprèn que marxen per sempre. No aconsegueix enxampar-los i els dos homes desapareixen després d'un petit pujol, no obstant això el rostre de Susan canvia per complet en veure que darrere el pujol emergeix la figura del jove misteriós, qui es dirigeix caminant cap a ella.
Una cosa confusa per la situació, el jove no recorda cap dels esdeveniments que han ocorregut des del moment de la seva mort fins al seu retorn, ni tan sols és conscient de com va arribar allí. Llavors, una desconcertada però complaguda Susan sembla haver comprès, per fi, que es troba davant el seu veritable amor. Encara que trist (per la pèrdua del seu pare i de Joe), davant ella s'obre una nova etapa i l'espurna entre tots dos joves torna a ressorgir.

## Repartiment
- Brad Pitt com a Joe Black.
- Anthony Hopkins com a William Parrish.
- Claire Forlani com a Susan Parrish.
- Jake Weber com a Drew.
- Marcia Gay Harden com a Allison Parrish.

## Producció

### Rodatge
La majoria de les escenes de la mansió rural de William Parrish es van rodar a la Mansió Aldrich a Rhode Island.
Els interiors de l'àtic i les oficines de Parrish Communications es van construir a l'14th Regiment Armory al barri de South Slope a Brooklyn, Nova York.
El lloc on la Susan i el jove de la cafeteria es troben per primera vegada és el restaurant Broadway, al 2664 de Broadway i West 101st Street, Manhattan.

### Versions
Es va fer una versió de dues hores per mostrar-la a la televisió i als vols de les aerolínies, tallant la major part de la trama que implicava el negoci de Bill Parrish. Com que Brest es va burlar d'aquesta edició de la seva pel·lícula i la va negar, el crèdit del director es va canviar pel pseudònim de Hollywood Alan Smithee.

## Recepció

### Taquilla
Meet Joe Black es va estrenar el 13 de novembre de 1998 i va recaptar 15.017.995 dòlars a nivell nacional el cap de setmana d'obertura (13-15/11) al número 3, darrere del segon cap de setmana de The Waterboy i l'estrena de Encara sé què vau fer l'estiu passat.
Tot i que la pel·lícula va tenir un retorn decebedor a la taquilla nacional de 44.619.100 dòlars, va sortir molt millor a nivell internacional. Amb 98.321.000 dòlars addicionals, la pel·lícula va recaptar un total mundial de 142.940.100 dòlars.
Com que Meet Joe Black va ser una de les poques pel·lícules que mostrava el primer tràiler de Star Wars Episode I: The Phantom Menace, es va informar que multitud de fans de Star Wars van comprar entrades per a la pel·lícula, només per sortir després que es mostrés el tràiler.

### Resposta crítica
Meet Joe Black va rebre crítiques diverses de la crítica, la majoria elogiava les actuacions però criticava les tres hores de durada de la pel·lícula, el ritme lent i el guió. Ebert li va donar tres estrelles, però no li agradaven les línies de la història perifèrica i el final massa llarg. Va concloure que, malgrat els seus defectes, "hi ha moltes coses que estan bé en aquesta pel·lícula". Travers va escriure a Rolling Stone que la majoria dels personatges eren unidimensionals. Anthony Hopkins va rebre elogis uniformes per la seva actuació, Travers opinava que el Bill Parrish de Hopkins era l'únic personatge completament realitzat de la pel·lícula; LaSalle va comentar que "l'actuació d'Hopkins està tan plena d'emocions que els moments més petits... sonen amb complexitats de pensament i sentiment." Brad Pitt, d'altra banda, va rebre una resposta mixta, amb Mick LaSalle qualificant l'actuació de tan dolenta que "fa mal" i James Berardinelli titllant-la d'"execrable".
Meet Joe Black va guanyar una nominació al Premi Golden Raspberry al pitjor remake.
A Rotten Tomatoes, la pel·lícula té un índex d'aprovació del 45% basat en les crítiques de 49 crítics. El consens del lloc afirma: "Meet Joe Black és bonic de veure i es beneficia d'un repartiment agradable, però això no és suficient per compensar les tres hores d'execució d'aquest drama esgotador." A Metacritic té una puntuació del 43% basada en les ressenyes de 24 crítics, que indica "ressenyes mixtes o mitjanes". l públic enquestat per CinemaScore va donar a la pel·lícula una nota "A−" en una escala d'A a F.